# Осада Шейзара
Осада Шейза́ра проходила с 28 апреля по 21 мая 1138 года. Союзные силы Византийской империи, Антиохийского княжества и графства Эдессы осаждали город Шейзар в Сирии — столицу эмирата Мункызитов. Осада вынудила эмира Шейзара уплатить дань и признать себя вассалом византийского императора. Кампания подчеркнула ограниченный характер византийского сюзеренитета над северными государствами крестоносцев и отсутствие общей цели у крестоносцев и византийцев.

## Предыстория
Обезопасившись от внешних угроз на Балканах и в Анатолии, византийский император Иоанн II Комнин (1118—1143) смог сконцентрировать своё внимание на Леванте, где он стремился укрепить претензии Византии на сюзеренитет над государствами крестоносцев и отстаивать свои претензии на Антиохию. Эти права восходили к Девольскому договору 1108 года, однако Византия была не в состоянии обеспечить его исполнение. Необходимой мерой для подготовки к подчинению Антиохии было восстановление византийского контроля над Киликией. В 1137 году император завоевал киликийские города Тарсус, Адана и Мопсуестия, а в 1138 году Левон I и большая часть его семьи были доставлены в плен в Константинополь.
Контроль над Киликией открыл путь к Антиохии. Столкнувшись с приближением грозной византийской армии, Раймунд де Пуатье, князь Антиохии, и Жослен II, граф Эдессы, признали себя вассалами императора. Иоанн II Комнин потребовал безоговорочной капитуляции Антиохии и, после получения разрешения от короля Фулька Иерусалимского, Раймунд де Пуатье согласился сдать город императору. Соглашение, по которому Раймунд де Пуатье обязался платить дань императору, было составлено на основе Девольского договора, однако Раймунд де Пуатье внес в него новые условия: он признавал себя византийским вассалом в обмен на инвеституру с Алеппо, Шейзара, Хомса и Хамы, как только они были бы завоеваны у мусульман.

## Кампания

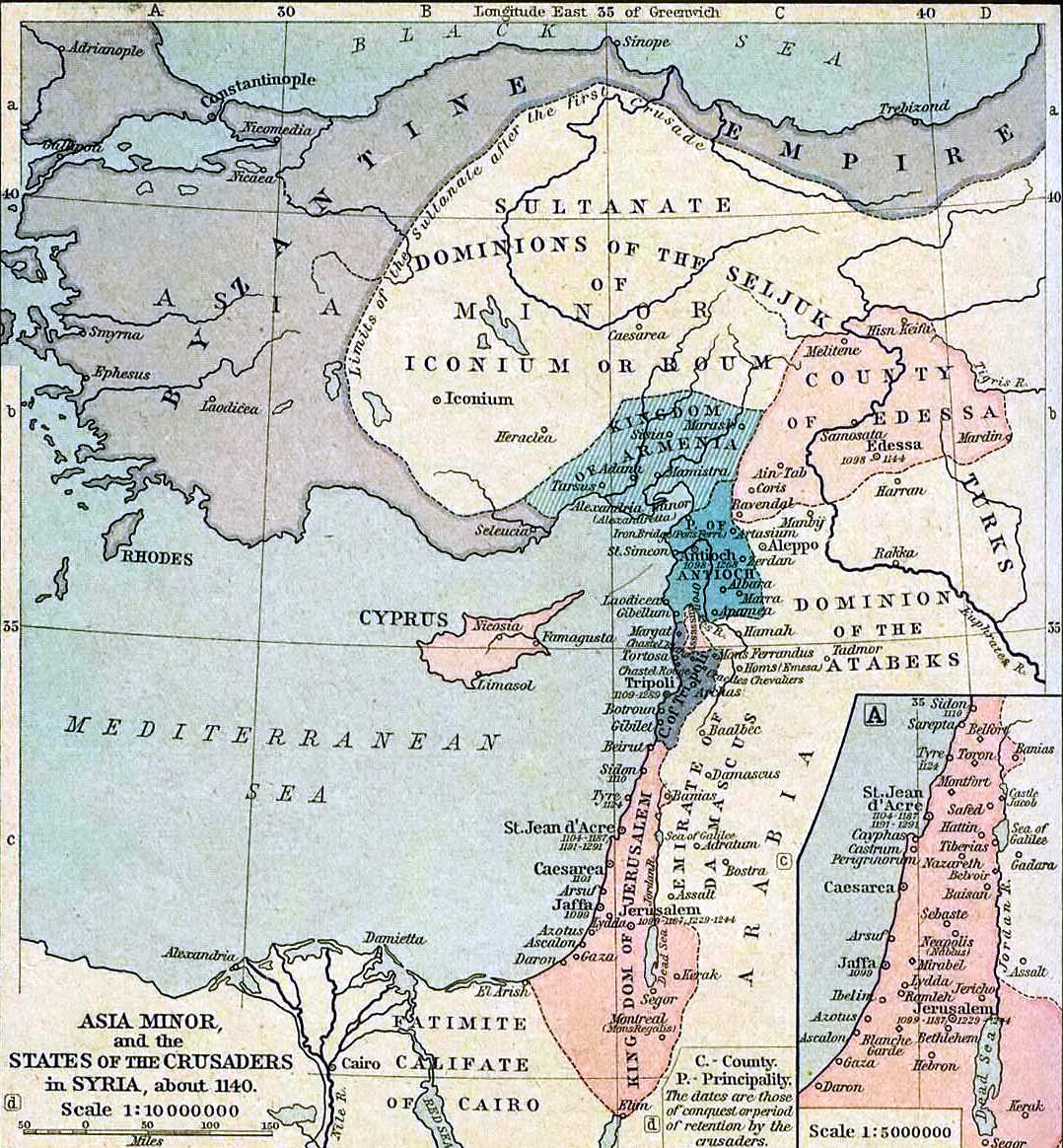
Анатолия и Левант к 1140 году.

В феврале по приказу византийского императора власти в Антиохии арестовали всех купцов и путешественников из Алеппо и других мусульманских городов, чтобы они не выдали военные приготовления, вернувшись домой. В марте императорская армия пересекла Киликию и прибыла в Антиохию, где к ней присоединились отряды из Эдессы и тамплиеры. Объединённые силы вторглись на вражескую территорию и заняли Балат. 3 апреля они прошли через Бизаа, который сопротивлялся в течение пяти дней. Была надежда, что Алеппо будет застигнут врасплох, однако в это время самый могущественный мусульманский лидер в Сирии, Имад ад-Дин Занги, находился поблизости Хамы с войском. У него было достаточно сил и времени, чтобы быстро укрепить гарнизон Алеппо. 20 апреля христианская армия начала наступление на город, но сочла его слишком хорошо защищенным. Тогда император передислоцировал армию на юг, заняв крепости Атереб, Маарат-аль-Нуман и Кафартаб, с целью захватить город Шейзар. Вполне вероятно, что Шейзар стал целью нападения потому, что он был столицей независимого эмирата Мункызитов, поэтому можно было рассчитывать, что Занги не станет идти ему на помощь.

## Осада

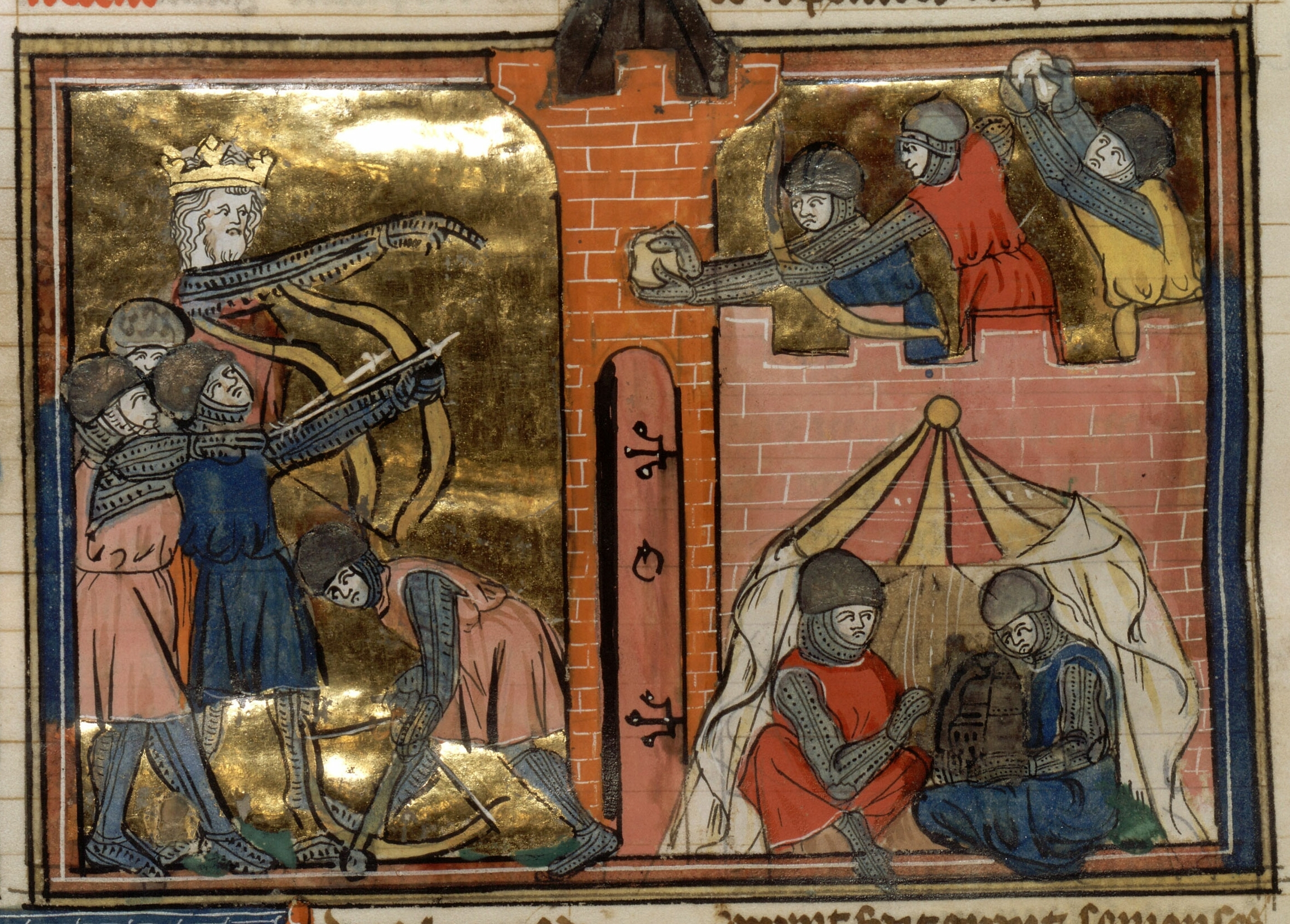
Иоанн II Комнин осаждает Шейзар, пока его союзники уклоняются от активных действий в своем лагере. Французский манускрипт, 1338 год.

Лидеры крестоносцев с недоверием относились друг к другу и к Иоанну II. В частности, Раймунд де Пуатье не проявил интереса к Шейзару — городу с основным мусульманским населением и уязвимому для нападений. Многие крестоносцы также считали взятие города нецелесообразным. В итоге император был вынужден полагаться исключительно на свои собственные силы.
После нескольких стычек Иоанн II Комнин разделил свою армию на отряды по национальному признаку и в полном обмундировании провел их перед стенами города, чтобы вызвать благоговение защитников. Хотя император боролся за христианское господство в Сирии, его союзники Раймунд де Пуатье и Жослен Эдесский сидели без дела, играя в кости и пируя, вместо того чтобы участвовать в осаде. Упреки со стороны императора могли только спровоцировать их на недружественные действия. Латинские и мусульманские источники восхищаются энергией и личным мужеством Иоанна II, проявленном в ходе осады. Император лично объезжал войска, проверял исправность осадных машин и подбадривал раненых. Стены Шейзара в итоге были пробиты из требюше. Племянник эмира, поэт, писатель и дипломат Усама ибн Мункыз, был впечатлен силой византийской артиллерии, способной, по его словам, одним ударом разрушить целый дом.
Город был взят, но цитадель, защищенная скалами, отказывалась сдаваться. С опозданием Занги собрал армию и двинулся к Шейзару. Армия мусульман была меньшей по численности, чем христианская, но Иоанн II Комнин не хотел оставлять свои осадные машины для того, чтобы выступать навстречу Занги, а также не доверял своим союзникам. В то же время Султан ибн-Мункыз, эмир Шейзара, в обмен на снятие осады предложил заплатить большую контрибуцию, передать императору в дар инкрустированный рубинами крест, стать его вассалом и платить ежегодную дань. Иоанн II Комнин с неохотой принял предложение. 21 мая осада была снята.

## Последствия
Войска Занги вступили в перестрелку с отступающими христианами, но не решились активно препятствовать их движению. Вернувшись в Антиохию, Иоанн II Комнин торжественно въехал в город. Тем не менее, Раймунд де Пуатье и Жослен Эдесский сговорились с целью отсрочить обещанную передачу антиохийской цитадели императору и стали провоцировать народные волнения в городе, направленные против императора и местной греческой общины. Услышав о вторжении анатолийских сельджуков в Киликию, Иоанн II Комнин сам отказался от получения контроля над цитаделью, настаивая только на продлении клятв верности Раймунда и Жослена. Затем он покинул Антиохию, чтобы наказать сельджукского султана Масуда (1116—1156) и вернуться в Константинополь.
События кампании подчеркнули, что сюзеренитет византийского императора над северными государствами крестоносцев имел мало практической пользы. Латиняне пользовались защитой императора от мусульманской угрозы. Однако личные интересы для них были превыше интересов христиан в регионе.
Иоанн II Комнин вернулся в Сирию в 1142, исполненный решимости занять Антиохию силой. Смерть императора весной 1143 года в результате несчастного случая на охоте помешала этому исполниться. Его сын и преемник, Мануил I (1143—1180), увел армию отца в Константинополь, чтобы обеспечить свою власть, и потерял возможность завоевать Антиохию.